# Wojciech Leppert
Wojciech Romuald Leppert (ur. 1963 w Poznaniu) – polski lekarz i naukowiec, profesor nauk medycznych, Konsultant krajowy w dziedzinie medycyny paliatywnej.

## Życiorys
Studia na Wydziale Lekarskim Akademii Medycznej w Gdańsku ukończył w 1991 roku. Był kierownikiem Pracowni Badań nad Jakością Życia w Katedrze i Klinice Medycyny Paliatywnej Uniwersytetu Medycznego im. Karola Marcinkowskiego w Poznaniu.
Specjalista medycyny paliatywnej, radioterapii onkologicznej, chemioterapii nowotworów i onkologii klinicznej, konsultant krajowy w dziedzinie medycyny paliatywnej, redaktor naczelny czasopisma Medycyna Paliatywna w Praktyce, a od 2018 roku Palliative Medicine in Practice, prezes zarządu  Polskiego Towarzystwa Opieki Paliatywnej im. Aleksandra Lewińskiego i Antoniny Mazur. Pełnił funkcję kierownika Zakładu Badań nad Jakością Życia Gdańskiego Uniwersytetu Medycznego, konsultanta w dziedzinie medycyny paliatywnej w województwie wielkopolskim, sekretarza zarządu głównego Polskiego Towarzystwa Psychoonkologicznego, członka zarządu Polskiego Towarzystwa Medycyny Paliatywnej.. Razem z dr Izabelą Kaptacz - krajowym konsultantem w dziedzinie pielęgniarstwa opieki paliatywnej powołał zespół ekspertów, który w 2021 roku opracował "Standardy organizacyjne specjalistycznej opieki paliatywnej dla pacjentów dorosłych: zalecenia Grupy Ekspertów konsultantów krajowych w dziedzinie medycyny paliatywnej i pielęgniarstwa opieki paliatywnej" i kierował pracami tego zespołu. We współpracy w wydawnictwem Via Medica zorganizował X Jubileuszową Konferencję Czasopisma Medycyna Paliatywna w Praktyce, która odbyła się w Gdańsku w dniach od 13 do 14 października 2017 roku.
Kierownik Katedry Medycyny Paliatywnej Instytutu Nauk Medycznych Uniwersytetu Zielonogórskiego.
W 2019 roku uzyskał tytuł profesora nauk medycznych.

## Nagrody
W 2023 roku otrzymał Kopernikański Medal Renesansu za wieloletnią pomoc w tworzeniu Konferencji Medycyny Paliatywnej "Hospicjum" oraz Ogólnopolskiego Forum Onkologii i Psychoonkologii w Toruniu